# Koloman Hunyady
Koloman hrabě Hunyady de Kéthely (německy Coloman Reichsgraf Hunyady von Kéthely, maďarsky Kéthelyi gróf Hunyady Kálmán; 13. října 1828 Vídeň – 17. května 1901 Ivanka pri Dunaji) byl uherský šlechtic a rakousko-uherský generál. V mládí byl účastníkem několika válečných tažení, později působil u císařského dvora ve Vídni, kde byl v letech 1873–1901 vrchním ceremoniářem. V rakousko-uherské armádě nakonec dosáhl hodnosti geneála jezdectva (1894). Byl zetěm rakouského ministra zahraničí Karla Buol-Schauensteina a švagrem srbského knížete Michala III.

## Životopis

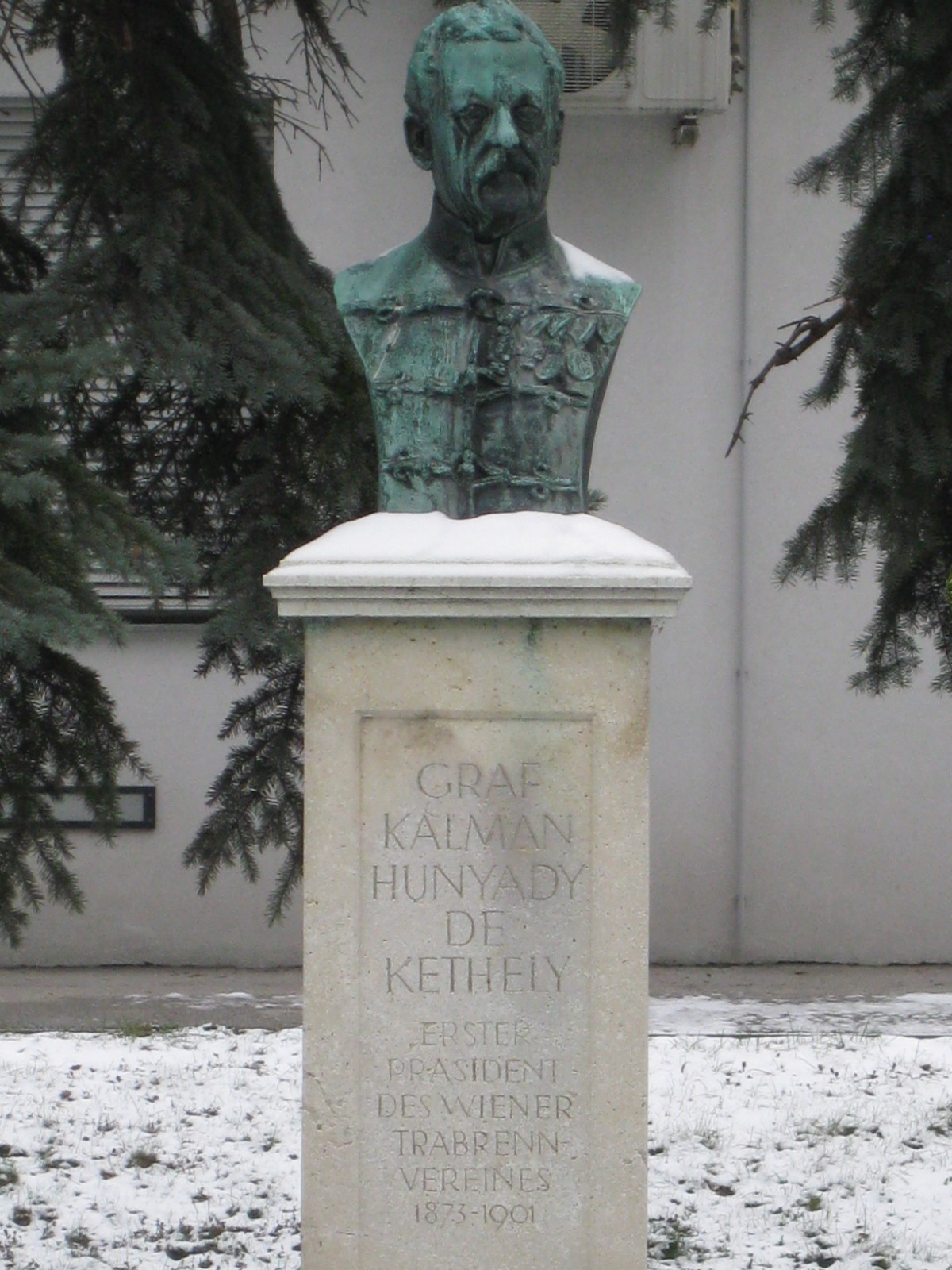
Busta Kolomana Hunyadayho ve Vídni

Pocházel ze šlechtického rodu Hunyadyů, narodil se jako druhý z pěti synů c. k. komořího Františka Hunyadyho (1804–1882) a jeho manželky Julie, rozené Zichyové (1808–1875). Od mládí sloužil v rakouské armádě a v revolučních letech 1848–1849 bojoval v Itálii. V roce 1856 byl jmenován c. k. komořím, v hodnosti majora sloužil u husarského pluku č. 10 a byl také jedním z císařských pobočníků. Ve válce se Sardinií v roce 1859 bojoval v bitvách u Magenty a Solferina. V roce 1861 byl již plukovníkem a velitelem husarského pluku č. 10.

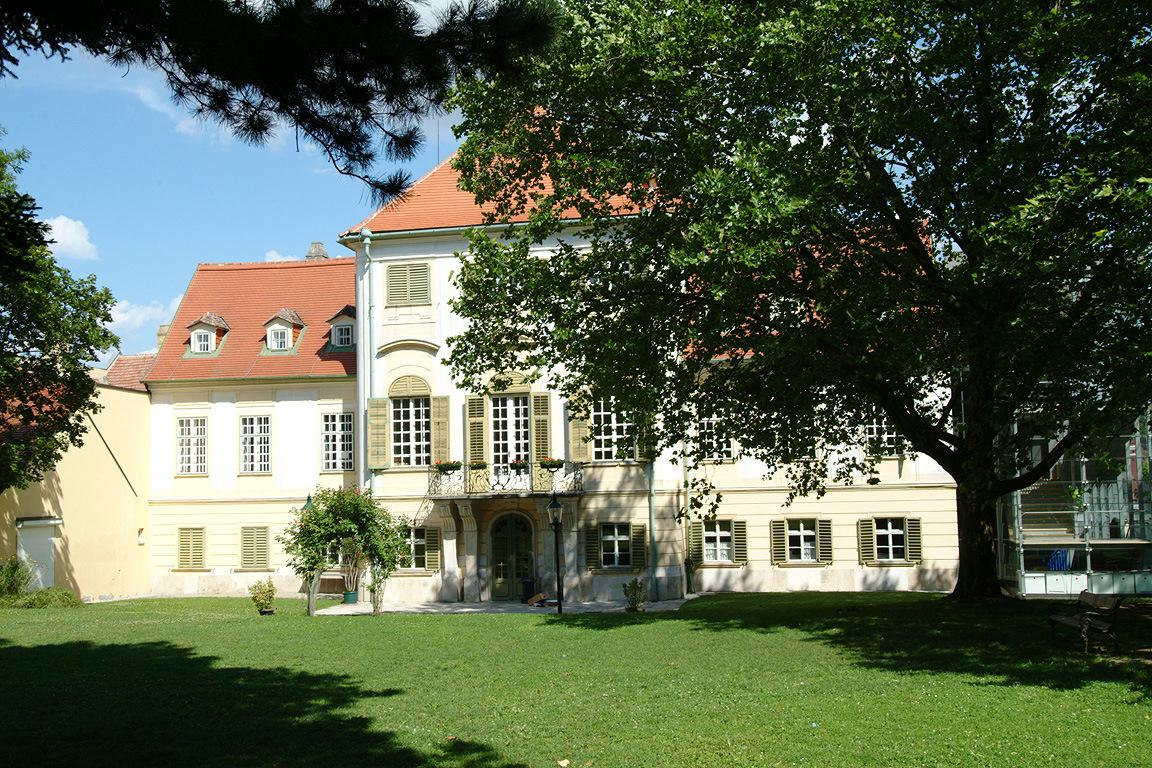
Zámek Maria Enzersdorf

V roce 1866 dočasně opustil aktivní službu, ale již v roce 1867 se do armády vrátil. Jako plukovník bez služebního zařazení žil ve Vídni a v roce 1873 byl jmenován vrchním ceremoniářem císařského dvora, v této funkci setrval až do smrti. V roce 1875 získal hodnost generálmajoraa v roce 1876 byl jmenován c. k. tajným radou. Od roku 1880 byl polním podmaršálem a v roce 1886 byl jmenován dědičným členem uherské Sněmovny magnátů. Nakonec v roce 1894 dosáhl hodnosti generála jezdectva a ve služebním poměru v armádě zůstal až do smrti.
Za účast ve válkách byl nositelem Řádu železné koruny III. třídy s válečnou dekorací, Vojenského záslužného kříže a Vojenské záslužné medaile. Z civilních ocenění později získal rytířský kříž Leopoldova řádu (1873), později se stal nositelem velkokříže téhož řádu (1891). Vzhledem ke své dlouholeté funkci vrchního dvorského ceremoniáře obdržel také řadu vyznamenání od zahraničních návštěv. Byl držitelem velkokříže Řádu italské koruny, belgického Řádu Leopolda, řeckého Řádu Spasitele, srbského Takovského řádu, španělského Řádu Isabely Katolické, rytířem Řádu sv. Anny II. třídy a hannoverského Řádu Guelfů, dále pak nositelem pruského Řádu koruny a perského Řádu lva a slunce I. třídy.
Zemřel na zámku Ivanka pri Dunaji, který patřil jeho sestře Julii, provdané Arenbergové.

## Majetkové a rodinné poměry
V rámci dědického vyrovnání své manželky získal velkostatek Maria Enzersdorf poblíž Vídně. Majitelem byl od roku 1876 a za jeho éry se zdejší zámek (známý dnes pod názvem Schloss Hunyady) stal centrem bohatého společenského života. Jako husarský důstojník měl od mládí zájem o jezdectví a v roce 1876 byl spoluzakladatelem prvního žokejského klubu ve Vídni. Prestižní soutěž koňských spřežení ve vídeňském Prátru patří k nejstarším svého druhu v Evropě, koná se od roku 1898 a od roku 1901 nese název Graf Kalman Hunyady Memorial.
V roce 1862 se oženil s hraběnkou Alexandrinou Buol-Schauenstein (1837–1901), dcerou rakouského ministra zahraničí hraběte Karla Ferdinnda Buol-Schauensteina. Alexandrina byla později dámou Řádu hvězdového kříže a c. k. palácovou dámou. Z jejich manželství se narodily dvě děti.
- 1. Karel (Károly Ferenc) (1864–1933), c. k. tajný rada, komoří, dědičný člen uherské panské sněmovny, majitel velkostatku Ivanka pri Dunaji, ∞ 1894 Irma hraběnka Nádasdyová (1873–1925), c. k. palácová dáma, dáma Řádu hvězdového kříže, dědička velkostatku Săvârșin (dnes Rumunsko)

- 2. Julie (1867–1943), c. k. palácová dáma, dáma Řádu hvězdového kříže, majitelka velkostatku Maria Enzersdorf, ∞ 1895 Hugo hrabě Boos zu Waldeck (1869–1945), c. k. komoří, major

Z Kolomanových sourozenců vynikla sestra Julie (1831–1919), provdaná za srbského knížete Michala III. Obrenoviće (1823–1868), který byl zavražděn. Podruhé se v roce 1876 provdala za prince Karla Arenberga (1831–1896) Jejím majetkem byl zámek Ivanka pri Dunaji, který koupil Michal Obrenović v roce 1842 z pozůstalosti vymřelého rodu Grasalkovičů. Po druhém sňatku žila převážně v Bruselu a zámek Ivanka později přešel na potomstvo jejího bratra Kolomana. Jejich nejstarší bratr Ladislaus (László) (1826–1898), sloužil též v armádě, byl c. k. komořím a dědičným členem Sněmovny magnátů.